# Mujrani (región)
Mujrani (en georgiano: მუხრანი, originalmente Mukhnari [მუხნარი], es decir, «roble-bosque») es un distrito histórico de tierras bajas en el este de Georgia, actualmente dentro de las fronteras de la región de Mtsjeta-Mtianeti, al norte de la ciudad de Mtsjeta. Se encuentra dentro de las fronteras históricas de Kartli, delimitado por el río Kurá y sus dos afluentes: Ksani y Aragvi.
Ubicado estratégicamente en las principales rutas de tránsito que atraviesan la antigua y medieval Georgia, fácilmente irrigable y fértil, Mukhrani era un área económicamente avanzada y, en cierto sentido, un vínculo entre los distritos de las tierras bajas y las tierras altas de Kartli.
En los siglos II-IV d. C., en esta zona estuvo Dzalisi, uno de los asentamientos más importantes de la Iberia caucásica. Los anales georgianos medievales describen Mukhrani como una zona boscosa muy favorecida por los reyes georgianos como coto de caza. Luego nos enteramos de que la noble familia de Dzaganisdze estuvo en posesión de este distrito desde el siglo VIII/IX hasta 1123 cuando el rey David IV lo confiscó. Mukhrani se convirtió en un sector floreciente del dominio real, y su porción fue posteriormente donada por la corona al monasterio de Shio-Mghvime y la catedral de Sveti-Tskhoveli.
En 1512, Mukhrani pasó, en propiedad hereditaria, a una rama colateral de la dinastía real Bagrationi de Kartli. Esto ocurrió cuando el distrito fue arrebatado al rey David X de Kartli por su hermano menor Bagrat en recompensa por la ayuda crucial contra el vecino gobernante georgiano Jorge II de Kajetia. A partir de entonces, el señor de Mukhrani pasó a ser conocido como Mukhran-Batoni, y la rama Bagrationi que la poseía como Bagrationi-Mukhraneli (algunos miembros de los cuales se naturalizaron más tarde en Rusia como los «príncipes Bagration-Moukransky»). A medida que declinó la autoridad real, Mukhrani se convirtió en un señorío autónomo llamado satavado, que es «una posesión de tavadi», o principado georgiano. Se la conocía como Samukhranbatono, es decir, «[la tierra] de Mukhran-Batoni». El asentamiento principal de este principado fue Shios-Ubani, conocido desde la década de 1770 como el pueblo de Mukhrani, mientras que una fortaleza construida en la confluencia de Mtkvari y Ksani a principios del siglo XVI sirvió como principal bastión en el área. Otros pueblos sobre los que dominó Mukhran-Batoni fueron Aghaiani, Kandagiani, Tezi, Okami y, durante un cierto período de tiempo, Lamisqana y Gremiskhevi. El estatus autónomo de Mukhrani duró hasta que la anexión rusa del este de Georgia en 1801, pero no fue completamente abolida hasta la década de 1840.